# Аруга, Го
Го Аруга (яп. 有賀剛, родился 3 ноября 1983 в городе Яманаси) — японский регбист, играющий на позиции фулл-бэка и центрового за команду «Сантори Санголиат».

## Биография
Сын регбиста Кена Аруга, игравшего за сборную Японии. В семье также есть две сестры.
В детстве занимался плаванием, представлял свою школу на чемпионате Японии по плаванию. Позднее переквалифицировался в регбисты. Играл за команду университета Канто Гакуин. С 2006 года защищает цвета клуба «Сантори Санголиат».
Выступал за сборную Японии с 2006 по 2012 годы, провёл 18 игр и набрал 67 очков (9 попыток, 45 очков; 11 реализаций; 22 очка). Участник чемпионата мира 2007 года.